# Jonathan Nott
Jonathan Nott, né le 25 décembre 1962 à Solihull en Angleterre, est un chef d'orchestre britannique.

## Biographie
Après des études au St John’s College (Cambridge), Jonathan Nott fait ses débuts de chef d'orchestre en 1988 lors du Festival de Battignano en Italie. L'année suivante il est nommé maître de chapelle de l'Opéra de Francfort et du théâtre national de Hesse Wiesbaden où il développe un répertoire d'opéra et de ballet classique avec les grandes œuvres de Mozart, Puccini ou Verdi. Il réalise à cette occasion l'intégrale du cycle de L'Anneau du Nibelung de Richard Wagner.
Il devient ensuite directeur musical du Théâtre de Lucerne et le chef d'orchestre principal de l'orchestre symphonique de Lucerne. Dans les années 1990, Jonathan Nott est également le chef invité de nombreux orchestres allemands et européens dont l'orchestre royal du Concertgebouw, l'orchestre philharmonique de Londres, l'orchestre philharmonique de Munich et de l'Orchestre de Paris. Il travaille également à l'enregistrement de plusieurs œuvres de György Ligeti avec l'orchestre philharmonique de Berlin.
En 1995, il prend la tête de l'Ensemble intercontemporain à Paris, qu'il dirige jusqu'en 2000, avant d'en rester le principal chef invité. Depuis 2000, il dirige l'orchestre symphonique de Bamberg.
Travaillant avec l’Orchestre symphonique de Tokyo depuis 2011, il en est le directeur musical depuis 2014, avec une extension de contrat jusqu’à la saison 2025-2026.
Le 28 janvier 2015, Jonathan Nott est nommé directeur artistique et musical de l'Orchestre de la Suisse romande à partir de la saison 2016-2017. En 2023, son contrat à la tête de la formation helvétique est prolongé jusqu’en 2026. Il est également chef principal et conseiller artistique de la Junge Deutsche Philharmonie.
En 2025, il est nommé directeur musical du Liceu de Barcelone à compter de septembre 2026, pour un contrat initial de cinq ans.
General management : Kajimotomusic Paris 
Site internet : jonathan-nott.com 

## Discographie sélective
Avec l’orchestre de Bamberg, il a enregistré de nombreux disques, parmi lesquels la symphonie n° 3 d'Anton Bruckner, la Sinfonietta et Taras Bulba de Leoš Janáček, les symphonies 1, 2, 3, 4, 5 et 9 de Mahler, l’intégrale des symphonies de Schubert, le Sacre du printemps et la Symphonie en trois mouvements d' Igor Stravinsky ainsi qu’un CD des airs de divers opéras de Wagner avec le ténor Klaus Florian Vogt et la soprano Camilla Nylund.